# Otpornost na višestruke lekove
Otpornost na višestruke lekove (engl. multiple drug resistance, MDR, multirezistencija) stanje je koje omogućava mikroorganizmima koji izazivaju bolesti (bakterijama, virusima, gljivama i parazitima) da budu otporni na različite antimikrobne agense, pre svega antibiotike, ali isto tako antifungalne lekove, antivirusne lekove, antiparazitske lekove, hemikalije sa širokom strukturnom i funkcionalnom raznovrsnošću. Prepoznavanje različitih MDR stupnjeva je uslovilo razvoj termina ekstenzivna rezistencija na lekove i panrezistencija na lekove. Definicije su objavljene 2011. u žurnalu „Klinička mikrobiologija i infekcije“ (engl. Clinical Microbiology and Infection)
Organizmi otporni na višestruke lekove su oglavnom bakterije:
- Enterokoke otporne na vankomicin (engl. Vancomycin-resistant Enterococcus - VRE)
- Na meticilin otporna Stafilokokus aureus (engl. Methicillin-resistant Staphylococcus aureus - MRSA)
- Gram negativne bakterije β-laktamaznog produženog spektra (ESBL)
- Gram negativne bakterije  (KPC)
- Multirezistentni gram negativni štapići (MDR GNR), MDRGN bakterije kao što su  vrste,

Grupa gram pozitivnih i gram negativnih bakterija od posebne važnosti je ESKAPE grupa (Enterococcus faecium, Staphylococcus aureus, Klebsiella pneumoniae, Acinetobacter baumanii, Pseudomonas aeruginosa)

## Literatura
- Greene HL, Noble JH (2001). Textbook of primary care medicine. St. Louis: Mosby.  0-323-00828-3.